# 藤堂元住
藤堂 元住（とうどう もとずみ）は、伊勢国津藩藤堂采女家第2代。伊賀国上野城代。

## 家系
藤堂采女家は、藤堂高虎に仕え藤堂姓を与えられた藤堂元則に始まり、代々の当主が「采女」の通称を名乗る。本姓保田氏。家紋は追洲流。初代元則以降伊賀上野城代を世襲した。

## 略歴
慶長16年（1611年）、藤堂家家臣藤堂元則の子として伊勢津に生まれる。少年期は藤堂高刑の息子高経と共に、隔年で江戸にて幕府の証人を務めた。
慶安4年（1651年）、父元則の隠居して城代職を元住に引き継ぎたいとの願いが認められ、家督と知行7000石を相続し上野城代となった。
明暦2年（1656年）、後西天皇即位式の祝賀使者として上京する。
延宝9年（1681年）、伊賀で藩を揺るがす疑獄事件「銅山事件」が発生。城代元住の関与も疑われるが、藩主高久が幕府との関係で頼みにする旗本保田宗雪が元住の従弟であることもあり、不問に処された。
貞享2年（1685年）1月、嫡男元光が病死する。貞享4年（1687年）6月24日死去。享年77。家督は、嫡孫高稠が相続し城代職を世襲した。